# Kamaryn
Kamaryn (belarussisch Камарын; russisch Комарин Komarin) ist eine Siedlung städtischen Typs im Süden des Rajon Brahin innerhalb der belarussischen Homelskaja Woblasz mit etwa 1900 Einwohnern.

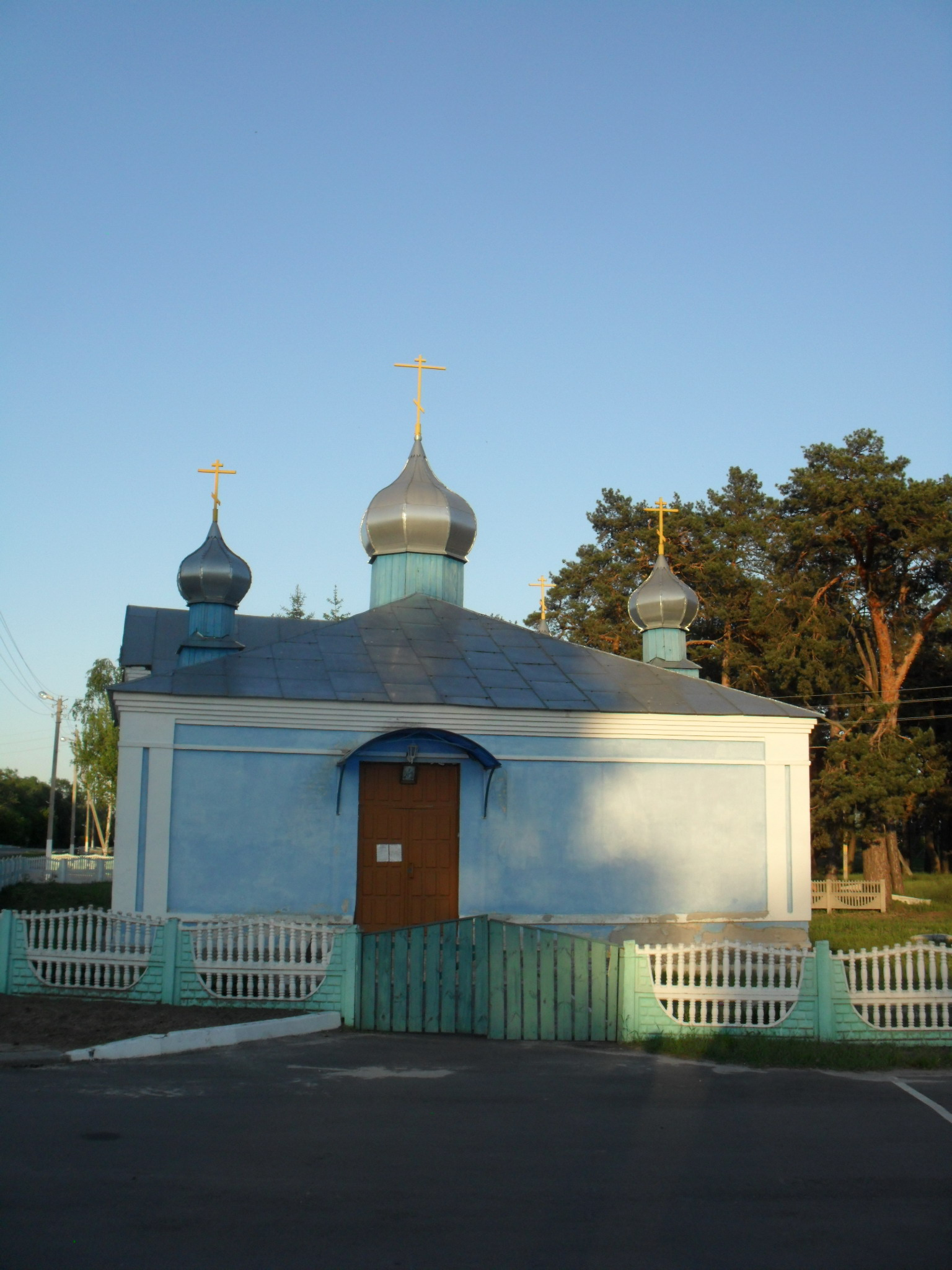
Kirche im Ort

Die im 14. Jahrhundert erstmals erwähnte Ortschaft liegt im äußersten Südosten von Belarus am rechten Ufer des Dnepr nahe der ukrainischen Grenze etwa 180 km südlich von Homel. Kamaryn ist das administrative Zentrum der gleichnamigen Landratsgemeinde, zu der weitere 16 Dörfer gehören.
Im Südwesten des zur Gemeinde zählenden Dorfes Nischnija Schary (belarussisch: Ніжнія Жары, russisch: Нижние Жары Nischnije Schary ⊙) befindet sich auf  51°15'45" nördliche Breite und 30°32'22" östlicher Länge ⊙ der südlichste Punkt in Belarus.
An der Ortschaft vorbei verläuft die Fernstraße P–35.